# Pedro Bukaneg
Pedro Bukaneg (ca. 1592 – ca. 1630) was een Filipijns dichter. Hij wordt gezien als de auteur van het Ilocano epos Biag ni Lam-ang (Leven van Lam-ang) en is wel omschreven als de "vader van de Ilocano literatuur".

## Biografie
Bukaneg was een vondeling, die kort na zijn geboorte al drijvend in een mandje tussen Bantay en Vigan in de rivier de Banaoang werd gevonden door een oude vrouw. Zij bracht hem naar de Agustijner priester van Bantay, die hem doopte als Pedro Bukaneg. Bukaneg was blind, maar bleek tijdens zijn opvoeding in het Augustijner convent slim en getalenteerd. Hij kreeg les in Latijn en Spaans en leerde daarnaast de lokale talen Ilocano en Isneg.
Door zijn kennis van al deze talen werd hij door de priesters in de regio gevraagd om hun gebeden en preken te vertalen in de lokale talen. Ook werd hij wel gevraagd om mee te helpen bij het bekeren van de lokale bevolking. Bukaneg componeerde gedichten en liederen en was bij de Ilocanos geliefd als troubadour. Daarnaast werd hij door de lokale bevolking beschouwd als een ziener. Zelfs de Spanjaarden klopten bij hem aan voor zijn diensten. Zo zou hij op een dag de moordenaar van een knecht van een Spanjaard hebben aangewezen uit een rij Itneg-mannen door zijn hand op de borst van al deze mannen te plaatsen.
Zijn blindheid weerhield hem er niet van om te schrijven. Hij dicteerde de tekst van zijn gedichten, liederen en vertalingen, waarna iemand anders het opschreef. 
Er is echter weinig werk van Bukaneg bewaard gebleven. Het Ilocano epos Biag ni Lam-ang wordt door sommige auteurs en historici toegeschreven aan Bukaneg. Het is echter ook mogelijk dat Bukaneg de tekst van het werk dat eeuwenlang door de Ilocano werd gezongen heeft opgeschreven en zo voor de eeuwigheid bewaard. Het was ook Bukaneg die de Doctrina Cristiana vertaalde in het Ilocano. Dit boek werd in 1593 als een van de eerste boeken in de Filipijnen gedrukt en was bedoeld voor gebruik bij de bekering van de lokale bevolking. In 1621 werd de Ilocano vertaling van Bukaneg gedrukt in het Augustijner Convent van Manilla. Ook was Bukaneg voor een groot deel verantwoordelijk voor Arte de la Lengue Iloca, het eerste grammaticaboek van het Ilocano van frater Francisco Lopez dat in 1927 werd gedrukt door de University of Santo Tomas.
Bukaneg overleed rond 1630. Ter ere van hem werd een straat in het complex van het Cultural Center of the Philippines (CCP) in Pasay naar hem vernoemd.